# ماركوس إدواردز
ماركوس إدواردز (بالإنجليزية: Marcus Edwards)‏ (3 ديسمبر 1998 في المملكة المتحدة - ) هو لاعب كرة قدم بريطاني في مركز الوسط.

## وصلات خارجية
- ماركوس إدواردز على موقع الاتحاد الأوربي (الإنجليزية)
- ماركوس إدواردز على موقع قاعدة بيانات كرة القدم.إي يو (الإنجليزية)
- ماركوس إدواردز على موقع ليكيب (الفرنسية)
- ماركوس إدواردز على موقع Soccerbase.com (لاعب) (الإنجليزية)
- ماركوس إدواردز على موقع Soccerway.com (الإنجليزية)
- ماركوس إدواردز على موقع عالم كرة القدم.نت (الإنجليزية)
- ماركوس إدواردز على موقع AS.com (الإسبانية)